# Medborgarrättsrörelsen i USA 1955–1968

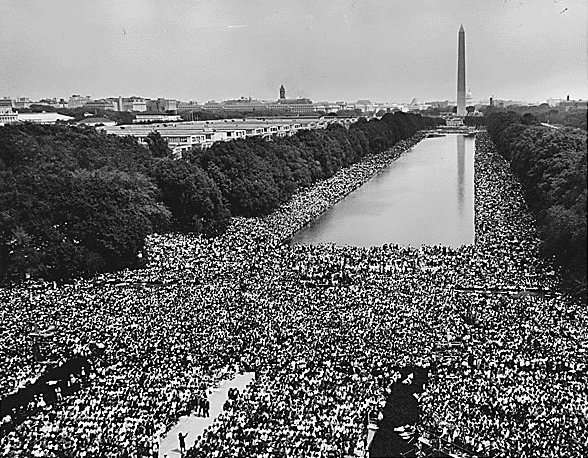
Folkmassan framför Lincolnmonumentet.

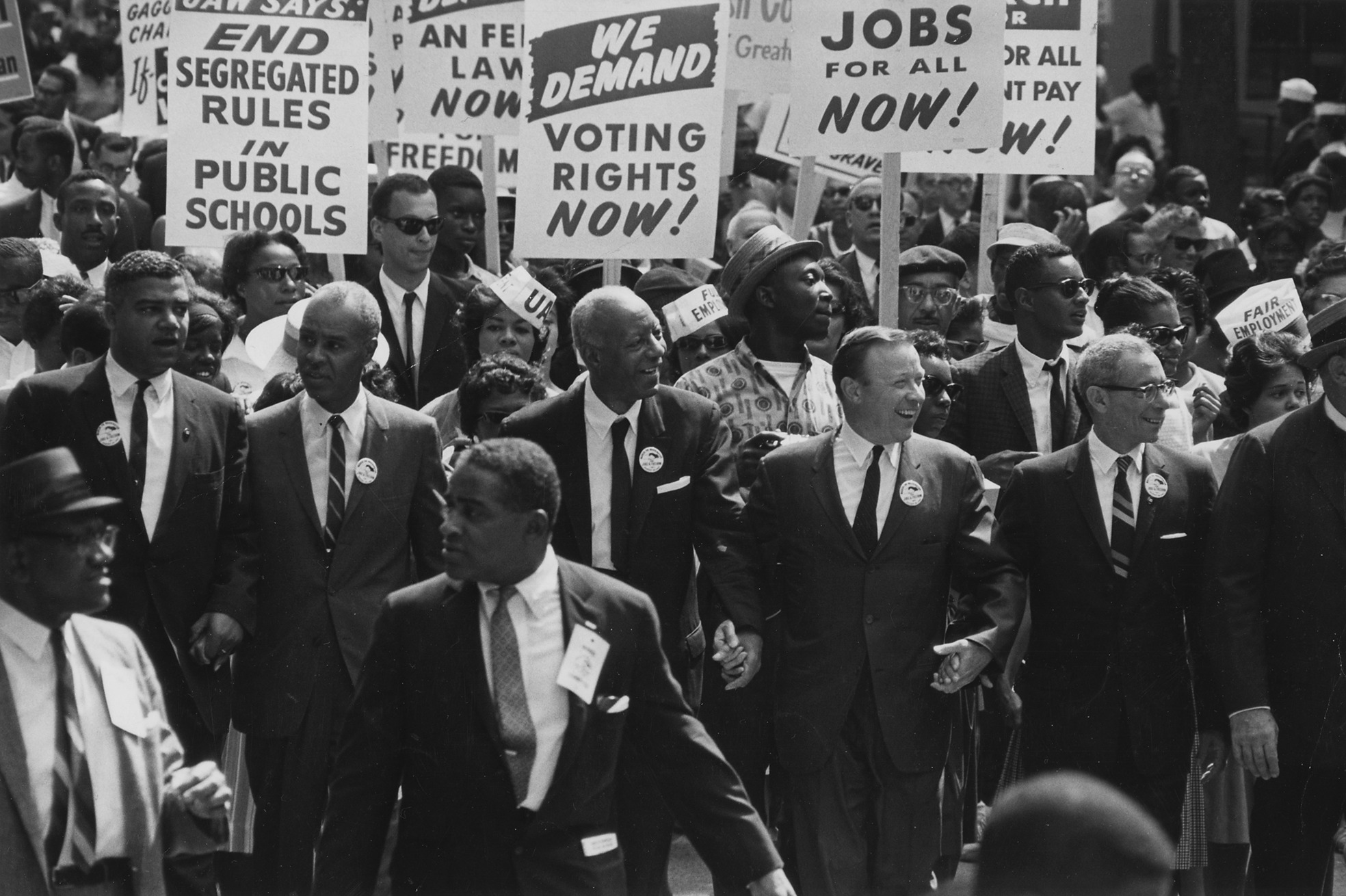
Civil Rights March on Washington, D.C. (Leaders marching from the Washington Monument to the Lincoln Memorial) - NARA - 542010

Med medborgarrättsrörelsen i USA 1955-1968 avses den kamp som fördes under denna tid för lika medborgerliga rättigheter för alla medborgare i USA. Det gäller särskilt med avseende på att den svarta befolkningen skulle få mänskliga rättigheter. 

## Historia
Medborgarrättsrörelsen var inte en enskild organisation eller ens en fullkomligt enig rörelse med samma slutgiltiga mål. Inte heller användes alltid samma metoder för att uppnå det man ville åstadkomma; medan man såväl på juridisk som på politisk väg försökte påverka rättsutvecklingen i landet, användes också utomparlamentariska metoder som massmöten och demonstrationer. På sina håll användes också olika våldsmetoder för att påverka utvecklingen. 
Rörelsen var som starkast i södern, där den rassegregerande lagstiftningen, sedan sent 1800-tal varit som störst i form av de så kallade Jim Crow-lagarna. Medborgarrättsrörelsen hade arbetat före 1955 också, men att man i amerikansk historieskrivning ofta påbörjar ett nytt kapitel just vid denna tid har flera skäl. Det trädde fram nya ledare för den svarta befolkningen, som Martin Luther King, Jr. och Malcolm X och det var vid den här tiden som man utöver juridiska processer även började anordna massmöten, bojkotter och liknande aktioner. Framförallt så var det just den 1 december 1955 som en symbolisk milstolpe inträffade när den svarta busspassageraren Rosa Parks vägrade lämna plats åt en vit passagerare på bussen i staden Montgomery i Alabama, en händelse som kom att ge stort eko i massmedia och utlöste Bussbojkotten i Montgomery som fick folk att få upp ögonen för det absurda i rasåtskillnadslagarna. 
Marschen till Washington för arbete och frihet, en demonstration som samlade mer än 250 000 deltagare, ägde rum i Washington DC den 28 augusti 1963, där Martin Luther King höll sitt berömda tal I Have a Dream framför Lincolnmonumentet, anses vara ett av medborgarrättsrörelsens mer betydelsefulla. En annan milstolpe var Bloody Sunday, den 7 mars 1965, då kravallpolis gick till brutal attack mot den fredliga marsch mellan Selma och Montgomery, där bl.a. ledaren för medborgarrättsrörelsen i Selma, Amelia Boynton Robinson, skadades svårt.
Denna tid har kommit att kallas "den andra rekonstruktionstiden", ett namn som hänsyftar till rekonstruktionstiden som följde efter amerikanska inbördeskriget, då slaveri och rasistiska medborgarskaps- och rösträttslagar förbjöds. Under denna period hade åtskilliga afroamerikaner (samtliga republikaner) plats i kongressen fram till 1901, då den siste avböjde omval under ökat tryck från ny segregering och allt framgångsrikare försök att minska det svarta röstdeltagandet. Perioden kan sägas avgränsas framåt i tiden av händelser som mordet på Martin Luther King, Jr. 1968 och av framväxten av Black Power- och Black Panther-rörelserna, som hade sin starkaste tid 1966-1975.  Black Panther-rörelserna  var en kommunistisk rörelse som kämpade för afroamerikaners rättigheter. 
Bland den betydelsefulla lagstiftning som drevs igenom under denna period kan nämnas Civil Rights Act 1957 (1957 års medborgarrättslag), som inte hade stor praktisk effekt men desto större symbolvärde i och med att det var den första federala anti-diskrimineringslagen sedan Civil Rights Act 1875. Lagen uppmärksammades ännu mer sedan den demokratiske senatorn Strom Thurmond från South Carolina hållit ett 24 timmar långt tal mot lagen. Civil Rights Act of 1964, som förbjöd diskriminering i arbetslivet och på offentliga inrättningar (privata klubbar är fortfarande undantagna), Voting Rights Act 1965 (1965 års rösträttslag) återställde rösträtten och förbjöd det tidigare ofta använda kravet att man måste vara läskunnig för att få rösta (något som även drabbat sämre bemedlade vita) och införde federal övervakning av hur val genomförs. Även krav på att ha betalt vissa grundläggande skatter avskaffades genom grundlagstillägg; sedan 1972 är därmed alla amerikanska medborgare över 18 år röstberättigade (enda undantaget är om man är dömd för ett allvarligt brott, dock endast för grova brott och permanent endast i två delstater: Kentucky och Virginia). Immigration and Nationality Services Act 1965 som genomgripande förändrade USA:s immigrationsregler samt Civil Rights Act 1968, som förbjöd diskriminering vid fastighetsförsäljningar och bostadsuthyrning.

## I populärkultur
Medborgarrättsrörelsen 1955-1968 har gjort avtryck i populärkulturen, nedan några exempel.

### Filmer

#### Dokumentärer
- The Black Power Mixtape 1967–1975 (2011), av Göran Hugo Olsson.
- The March (2013), om Frihetsmarschen och Martin Luther Kings "I Have a Dream"-tal.
- Freedom Summer (2014), om Mississippi Freedom Summer-rörelsen 1964.
- King in the Wilderness (2018), om Martin Luther Kings sista 18 månader.
- John Lewis: Good Trouble (2020), om aktivisten och kongressledamoten John Lewis.

#### Spelfilmer
- Mississippi brinner (1988), om morden på James Chaney, Andrew Goodman och Michael Schwerner i Mississippi 1964.
- Hairspray (1988, nyinspelning 2007)
- The Long Walk Home (1990)
- Malcolm X (1992), biografisk film om Malcolm X.
- Ghosts of Mississippi (1996), om mordet på medborgarrättsaktivisten Medgar Evers.
- The Chamber (1996)
- Selma, Lord, Selma (1999)
- Boycott (2001), skildrar en del av händelserna vid Bussbojkotten i Montgomery 1955-1956.
- The Rosa Parks Story (2002), skildrar nyckelpersonen bakom bussbojkotten, Rosa Parks, liv.
- The Butler (2013)
- Selma (2014), bland annat om marschen mellan Selma och Montgomery.
- All the Way (2016), om Lyndon B. Johnsons väg till att få igenom Civil Rights Act 1964.
- An American Girl Story – Melody 1963: Love Has to Win (2016)

### TV
- Separate But Equal (1991)
- The Ernest Green Story (1993)
- Freedom Song (2000)

### Musik
- "We Shall Overcome", gospel-baserad sång som blev medborgarrättsrörelsens hymn.
- "We Shall Not Be Moved", spiritual-baserad sång som ofta sjöngs under medborgarrättsrörelsen.
- "Keep Your Eyes on the Prize", sjöngs under medborgarrättsrörelsens aktioner, baserad på sången "Gospel Plow".
- "This Little Light of Mine", ursprungligen en psalm, texten modifierades och användes av medborgarrättsrörelsen.
- "A Change Is Gonna Come" (1964), skriven och framförd av Sam Cooke, blev en hymn för medborgarrättsrörelsen.
- "Abraham, Martin and John" (1968), en hyllning till Abraham Lincoln, Martin Luther King, John F. Kennedy och Robert F. Kennedy, av Dick Holler, först inspelad av Dion.
- "If I Can Dream" (1968), inspelad av Elvis Presley för att hedra Martin Luther King strax efter dennes död.
- "Pride (In the Name of Love)" (1984) en sång om Martin Luther King av U2.
- "Glory" (2014), av Common och John Legend till filmen Selma.